# Rugby Park Stadium
Rugby Park Stadium – wielofunkcyjny stadion znajdujący się w Invercargill w Nowej Zelandii służący przede wszystkim do rozgrywania meczów rugby union, odbywają się na nim również mecze piłki nożnej oraz koncerty.

## Obiekt
Stadion o pojemności 17 000 osób przeszedł w 2001 roku renowację, podczas której postawiono nową południową trybunę mieszczącą szatnie, pomieszczenia dla mediów, loże i biura. W 2010 roku obiekt otrzymał dofinansowanie w wysokości 750 tysięcy NZD na przystosowanie do wymogów Pucharu Świata. Fundusze zostały przeznaczone na zbudowanie stanowisk dla mediów oraz podwyższenie mocy oświetlenia do 1500 luksów.
Southland Outdoor Stadium Trust, właściciel stadionu w pełni zależny od Southland Rugby Football Union, w 2011 roku złożył wniosek do władz miasta o coroczne wsparcie finansowe w wysokości 200 tysięcy NZD na utrzymanie obiektu. Rada miasta rozpatrzyła zatem trzy opcje: pomoc finansową, przejęcie stadionu lub pozostawienie status quo – przychylając się do trzeciej z nich. Po wysłuchaniu opinii obywateli rada miasta w czerwcu 2012 roku odmówiła finansowania bądź przejęcia obiektu podobnie jak inne regionalne fundusze i organizacje.

## Sport
Prócz regionalnych rozgrywek klubowych jest stadionem domowym zespołu Southland Stags występującego w rozgrywkach National Provincial Championship, a okazjonalnie z meczami Super Rugby gości na nim drużyna Highlanders.
Dawniej występowała na nim w lokalnych rozgrywkach piłkarska drużyna Southland Spirit FC, a w ramach propagowania piłki nożnej na południu kraju mecze w mistrzostwach kraju rozgrywała na nim Otago United.
Na stadionie odbył się jeden mecz inauguracyjnego Pucharu Świata w Rugby w 1987. Początkowo miał gościć dwa spotkania Pucharu Świata w Rugby 2011, otrzymał jednak jeszcze jedno spotkanie w związku z trzęsieniem ziemi w Christchurch. Rozgrywane były na nim także mecze podczas tournée British and Irish Lions, po raz ostatni w roku 2005, w 1963 roku miejscowa drużyna pokonała zaś Francję.